# Кошма

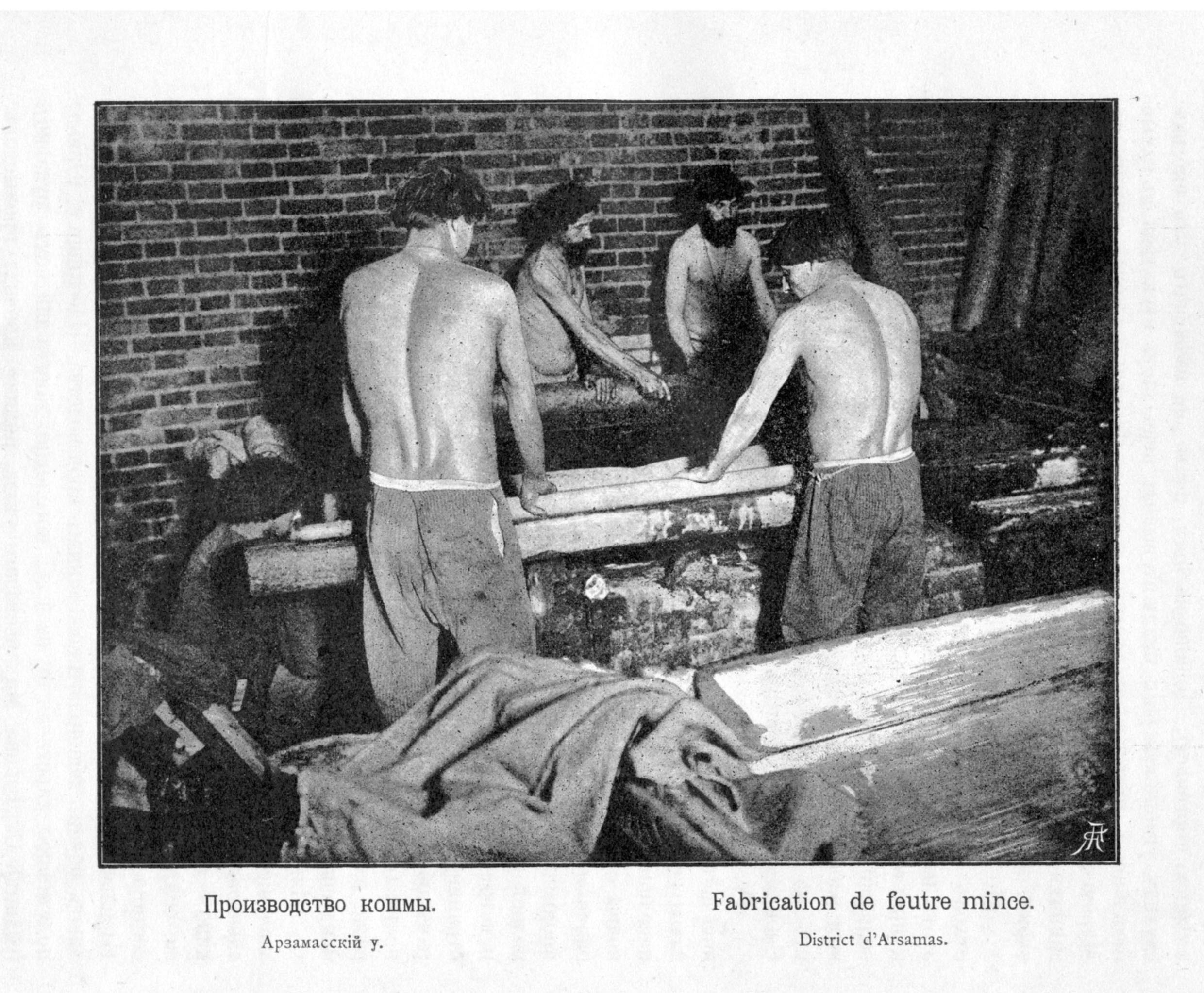
Производство кошмы. Арзамасский уезд. 1896 год

Кошма́ — войлочный ковёр из овечьей или верблюжьей шерсти.
Кошмы вырабатываются и широко применяются в быту у народов, занимающихся скотоводством: у афганцев, башкир, казахов, каракалпаков, киргизов, курдов, туркмен и других. Самые плохие кошмы, или собственно войлоки — коровьи, а для ковров валяют и верблюжьи, из подшерстка.
Кошмы бывают простые (служат главным образом для покрытия юрт) и орнаментированные — ширдак. Последний изготовляют путём вкатывания окрашенной шерсти в основной фон кошмы, сшиванием цветных кусков, аппликацией, узорной стёжкой или вышиванием по кошме (такие служат для внутреннего убранства жилища).

## Противопожарная кошма
Кошма может использоваться в качестве средства пожаротушения — ею закрывается очаг возгорания, тем самым предотвращается доступ кислорода, сбивается пламя.
В настоящее время противопожарная кошма  изготавливается из огнеупорного брезента.